# アルフィー・ジョーンズ
アルフィー・ジョーンズ（Alfie Jones, 1997年10月7日 - ）は、イングランド・ブリストル出身のサッカー選手。ハル・シティAFC所属。ポジションはDF。

## 経歴
2018-19シーズンはスコティッシュ・プレミアシップのセント・ミレンFCに期限付き移籍したが、1月にはサウサンプトンFCに復帰した。
2019年7月2日、ジリンガムFCに期限付き移籍した。
2020年9月4日、EFLリーグ1のハル・シティAFCと単年契約を結び、チームのEFLチャンピオンシップの復帰に貢献した。2021年5月18日、ハルと新たに2年契約を結んだ